# نهر جوهر
نهر جوهر (بالملايوية: Sungai Johor)‏ هو النهر الرئيسي في ولاية جوهور في ماليزيا. طوله 122.7 كم، ومساحته 2636 كيلومتر مربع. يتدفق في اتجاه الجنوب تقريبًا، وينطلق من جبل جيمورو ثم يصب في مضيق جوهور. روافده الرئيسية هي سيونج، ولينجيو، وتيرام وليبام ريفرز.